# 3461 Mandelshtam
3461 Mandelshtam (1977 SA1) là một tiểu hành tinh vành đai chính được phát hiện ngày 18 tháng 9 năm 1977 bởi N. Chernykh ở Nauchnyj và đặt tên theo the Russian poet Osip Mandelstam.